# Supercoppa francese 2006 (pallavolo maschile)
La Supercoppa francese 2006 si è svolta nel 2006: al torneo hanno partecipato due squadre di club francesi e la vittoria finale è andata per la seconda volta al Paris Volley.

## Regolamento
Le squadre hanno disputato una gara unica.

## Squadre partecipanti
| Squadra | Qualificazione                      | Ultima partecipazione    |
| ------- | ----------------------------------- | ------------------------ |
| Paris   | Vincitrice Pro A 2005-06            | Supercoppa francese 2004 |
| Tours   | Vincitrice Coppa di Francia 2005-06 | Supercoppa francese 2005 |

## Torneo
| ? 2006 ?, Tours Durata: ? - Spettatori: ? | Paris | 3 - 0 | Tours | 25-18, 25-20, 25-19 |